# Espace urbain du Sud-Finistère
L'espace urbain du Sud-Finistère est un espace urbain constitué autour des villes de Quimper, de Concarneau, de Douarnenez et de Penmarch dans le département du Finistère. Par la population, c'est le  26°(numéro INSEE : 2 A) des 96 espaces urbains français. En 1999, sa population était d’environ 209 000   habitants sur une superficie de 1 152,6 km².

## Caractéristiques
Dans les limites définies en 1999 par l'INSEE, l'espace urbain du Sud-Finistère est un espace urbain multipolaire composé de 4 aires urbaines et de 11 communes multipolarisées, dont deux sont des communes urbaines. Il comprend au total 48 communes.

## Tableau synthétique de l’espace urbain du Sud-Finistère
Données 1999 pour les aires urbaines, 2006 pour les communes multipolarisées.
| Secteurs                 | Aires                    | Nombre de communes | Population (Données 1999/2006) | Superficie (km²) | Densité (hab./km²) |
| ------------------------ | ------------------------ | ------------------ | ------------------------------ | ---------------- | ------------------ |
| Aires urbaines           | Quimper                  | 24                 | 120 441                        | 641,22           | 187,83             |
| Aires urbaines           | Concarneau               | 2                  | 25 807                         | 91,69            | 281,46             |
| Aires urbaines           | Douarnenez               | 4                  | 19 424                         | 91,13            | 213,15             |
| Aires urbaines           | Penmarch                 | 7                  | 21 813                         | 102,22           | 213,39             |
| Aires urbaines           | Sous-total               | 37                 | 187 486                        | 926,26           | 202,41             |
| Communes multipolarisées | Communes multipolarisées | 11                 | 22 319                         | 226,29           | 98,63              |
| Total                    | Total                    | 48                 | 209 804                        | 1152,6           | 182,03             |

## Les communes multipolarisées
| Code INSEE | Commune          | Type            | Département | Population (2006) | Superficie (km²) | Densité (hab./km²) |
| ---------- | ---------------- | --------------- | ----------- | ----------------- | ---------------- | ------------------ |
|            | Confort-Meilars  | Commune rurale  | Finistère   | 762               | 14,68            | 51,91              |
|            | Guiler-sur-Goyen | Commune rurale  | Finistère   | 440               | 11,26            | 39,11              |
|            | Landudec         | Commune rurale  | Finistère   | 1 262             | 20,56            | 61,38              |
|            | Le Juch          | Commune rurale  | Finistère   | 746               | 14,38            | 51,88              |
|            | Locronan         | Commune rurale  | Finistère   | 800               | 8,08             | 99,01              |
|            | Melgven          | Commune rurale  | Finistère   | 3 181             | 51,17            | 19,08              |
|            | Peumerit         | Commune rurale  | Finistère   | 254               | 7,53             | 62,17              |
|            | Plonéour-Lanvern | Commune urbaine | Finistère   | 5 395             | 48,91            | 110,30             |
|            | Pont-l'Abbé      | Commune urbaine | Finistère   | 8 132             | 18,21            | 446,57             |
|            | Tréguennec       | Commune rurale  | Finistère   | 338               | 9,61             | 35,17              |
|            | Tréogat          | Commune rurale  | Finistère   | 492               | 9,85             | 49,95              |
| Total      | Total            | Total           | Total       | 22 319            | 226,29           | 98,63              |